# Chiesa di San Giobbe
La chiesa di San Giobbe è un luogo di culto cattolico di Venezia. Si trova nel sestiere di Cannaregio affacciata sul campo omonimo, detto di Sant'Agiopo in veneziano, sulla sponda sinistra del canale di Cannaregio all'altezza del ponte dei Tre Archi. La chiesa fa parte dell'associazione Chorus Venezia.

## Storia
Risale al 1378 il primo ospizio, con annesso il piccolo oratorio ancora presente, edificato in quest'area.
Fu Giovanni Contarini a volerlo edificare in un'area di sua proprietà, vicino a casa sua, per le persone indigenti.
Fu la figlia Lucia, con l'aiuto dei frati minori osservanti, ad edificare il primo ospitale dedicato a san Giobbe, che in pochi anni divenne l'attuale chiesa.
Ma furono soprattutto due personaggi che diedero l'impulso della costruzione del nuovo tempio: 
il frate francescano san Bernardino da Siena, che predicò in città prima di morire nel 1444, e il futuro doge Cristoforo Moro, grande benefattore veneziano. Quest'ultimo, nel 1471, tre mesi prima della morte, donò 10.000 ducati d'oro per il suo completamento.
L'opera ebbe inizio nel 1450 e venne consacrata nel 1493.
La chiesa è ciò che resta del convento francescano di San Giobbe e San Bernardino da Siena, che cessò di esistere il 31 maggio 1810 quando i frati furono obbligati a concentrarsi nel complesso claustrale di San Francesco della Vigna. 
La chiesa conventuale divenne prima una succursale della parrocchia di San Geremia, (ora Santuario di Lucia) per riprendere l’autonomia parrocchiale nel 1952.
Le pale d'altare di Marco Basaiti, Giovanni Bellini, e Vittore Carpaccio furono trasferite nel 1815 alla Gallerie dell'Accademia di Venezia per volere del governo austriaco.

## Convento, vigneto e orto botanico
Il convento in origine si estendeva fino al Rio della Crea e aveva, fin dal 1500, un terreno coltivato a vigneto.
Con decreto del 23 aprile 1810 i beni francescani furono incamerati dal Regio Demanio e l’area divenne dal 28 ottobre 1810 la sede dell'Imperial Regio Orto Botanico di Venezia ad uso dell’Imperial Regio Liceo Convitto di Santa Caterina affidato al chimico professore Francesco Duprè. Buona parte convento fu abbattuta nel 1812. Nel 1815 l'orto fu affidato al giardiniere bavarese Giuseppe Ruchinger.
Il 1887 fu l’anno di svolta per questa area attigua all'ex convento perché, su richiesta del Governo italiano, l’orto botanico fu ceduto alla Berliner Maschinenbau per la costruzione di un silurificio che operò solo fino al 1901. Fu un'impresa industriale di importanza strategica tanto che il 3 maggio 1887 posero la prima pietra del silurificio i reali d'Italia: Umberto I di Savoia e sua moglie Margherita di Savoia.
Dal 1902 l'area dell'ex silurificio fu acquistata da una società elettrica del futuro gruppo Cellina Sade. Per tutto il Novecento il complesso restò, con modifiche e adattamenti, operativo con attività di produzione (una centrale termoelettrica) e distribuzione di energia elettrica (proveniente dalla Centrale di Malnisio Montereale Valcellina) e dalle unità tecniche specialistiche del gruppo Sade (come ricorda la scritta in marmo sopra l'ingresso ricavato dalla mura presente nel campiello prospiciente la chiesa) e dall’Enel con il suo Servizio Misure e Prove.

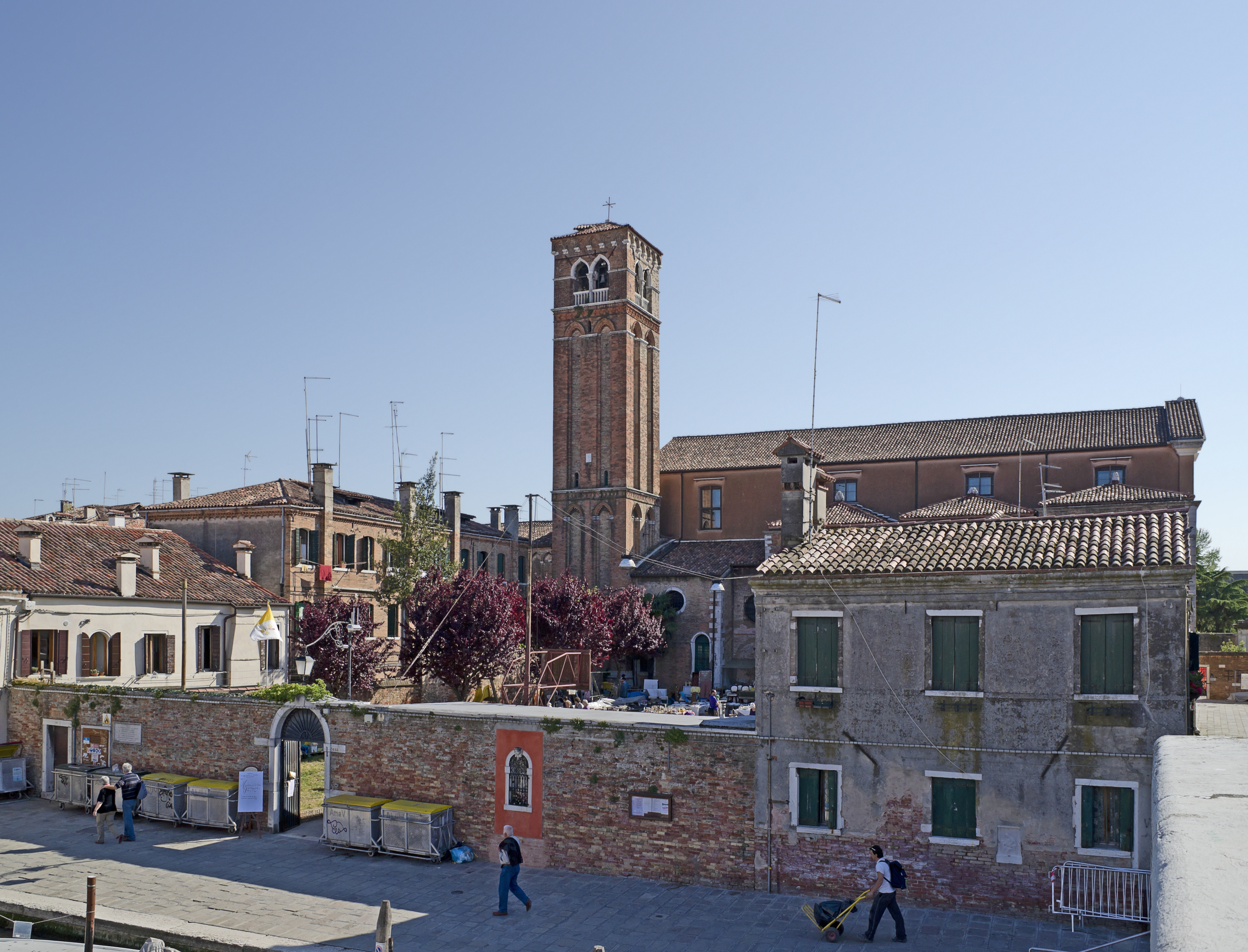
La chiesa dal ponte dei Tre Archi
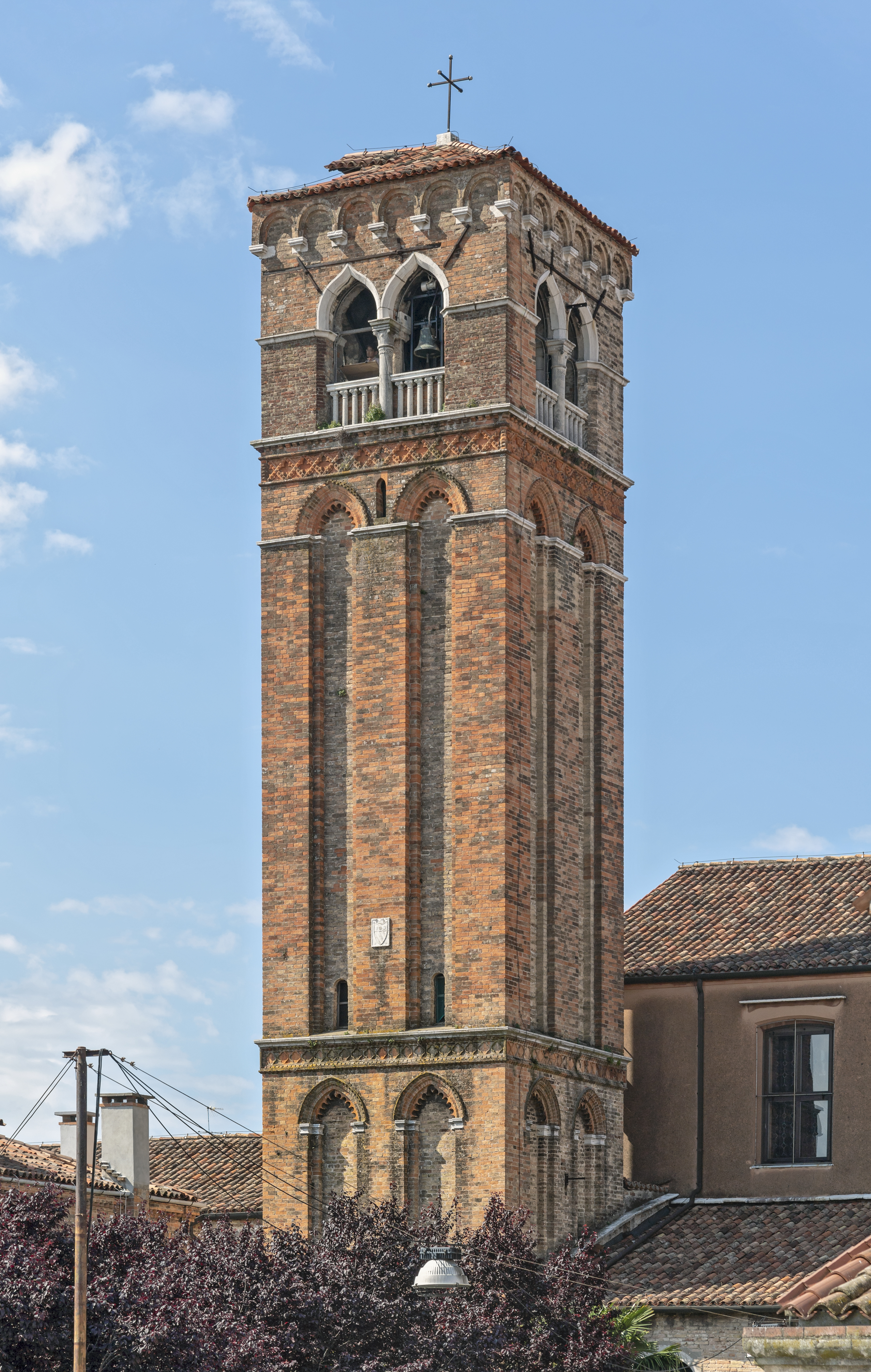
Il campanile
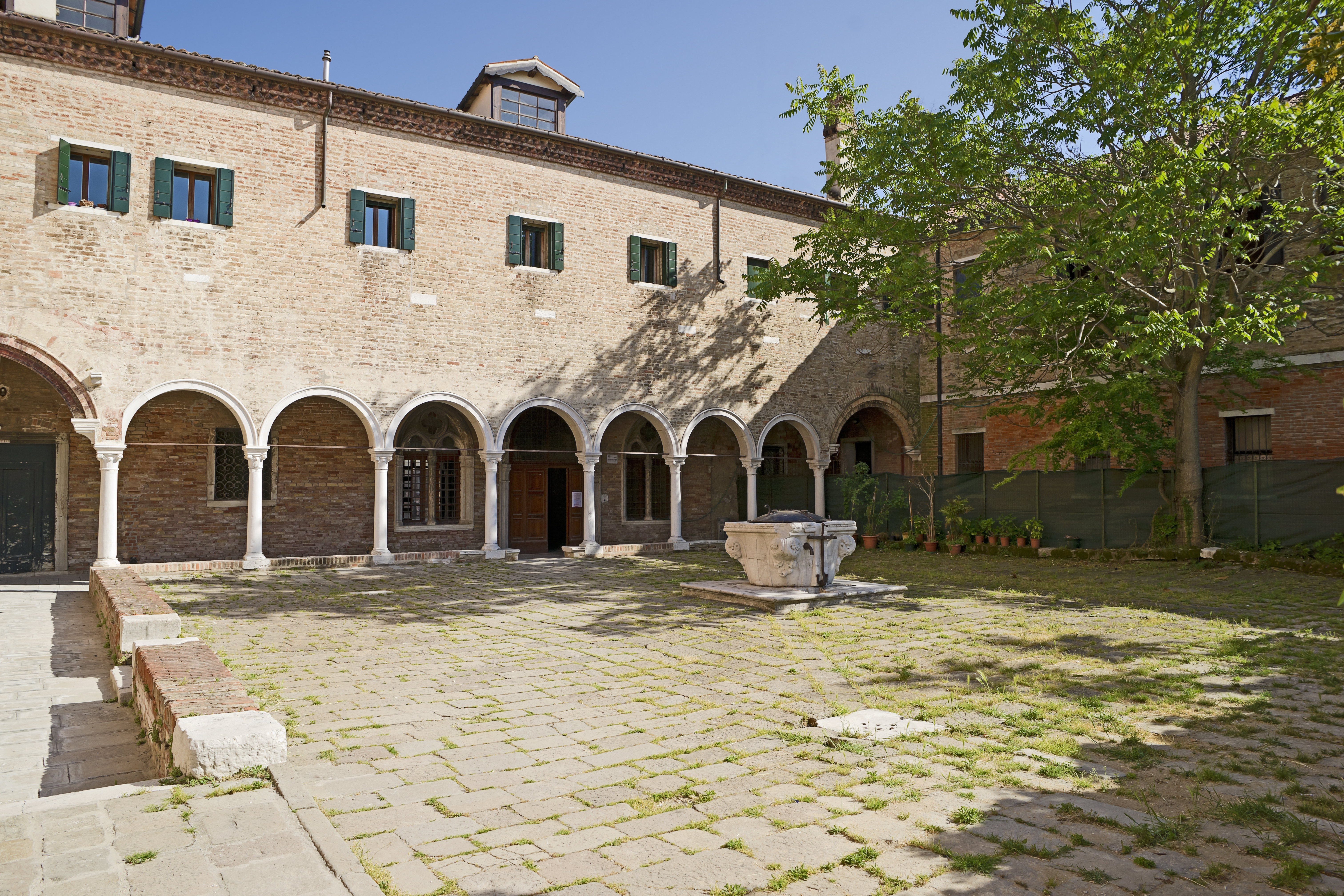
Il chiostro
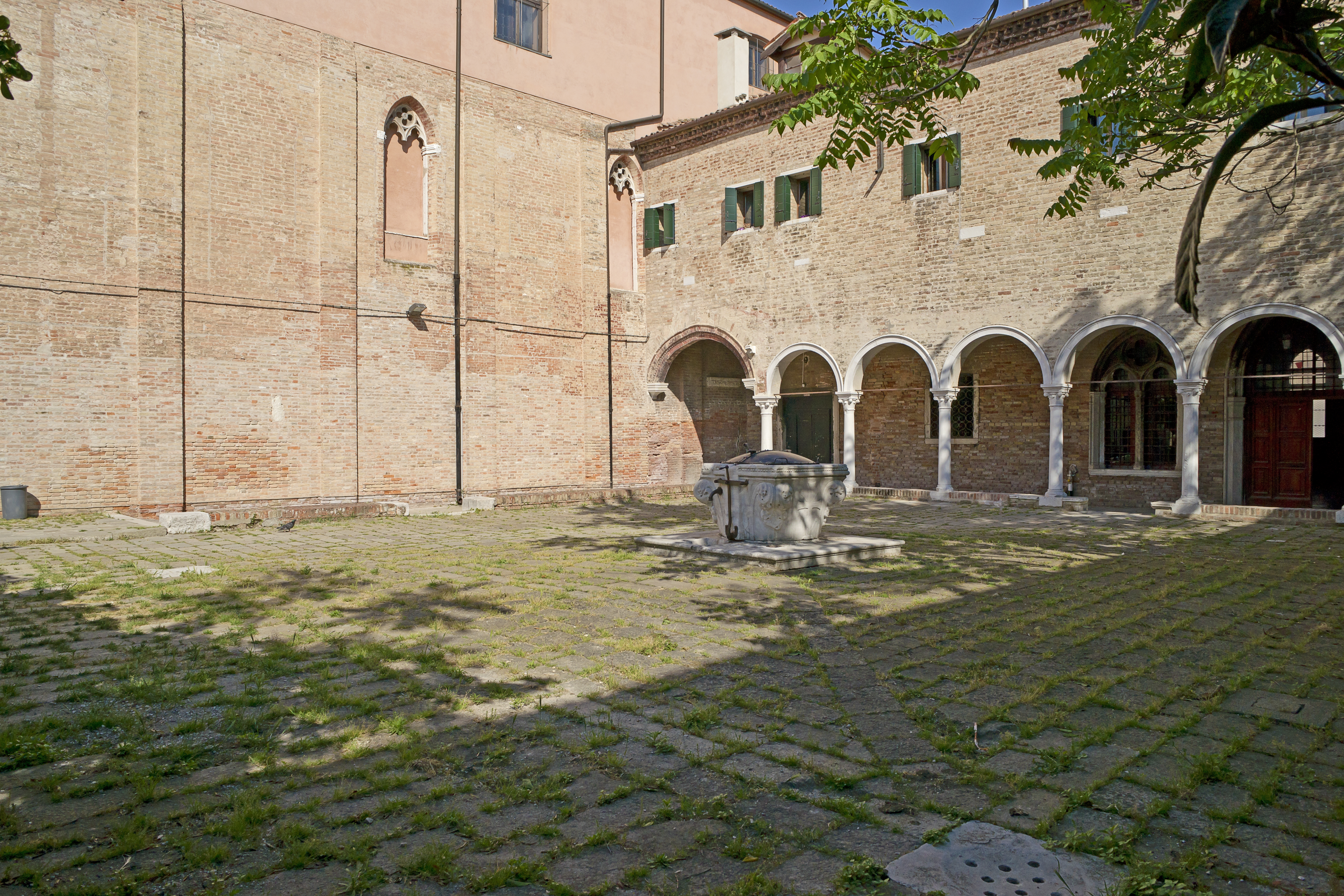
Il chiostro
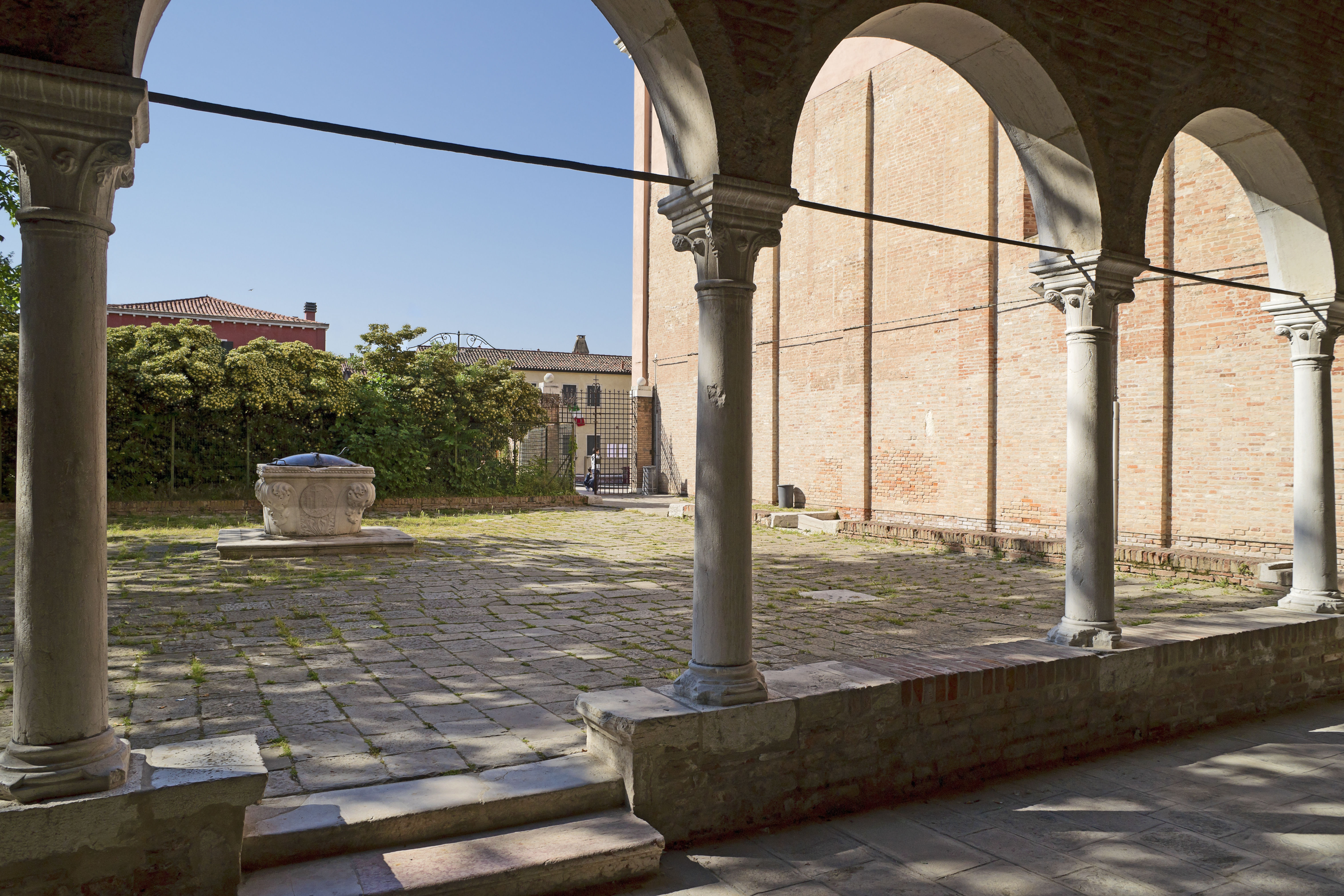
Il chiostro
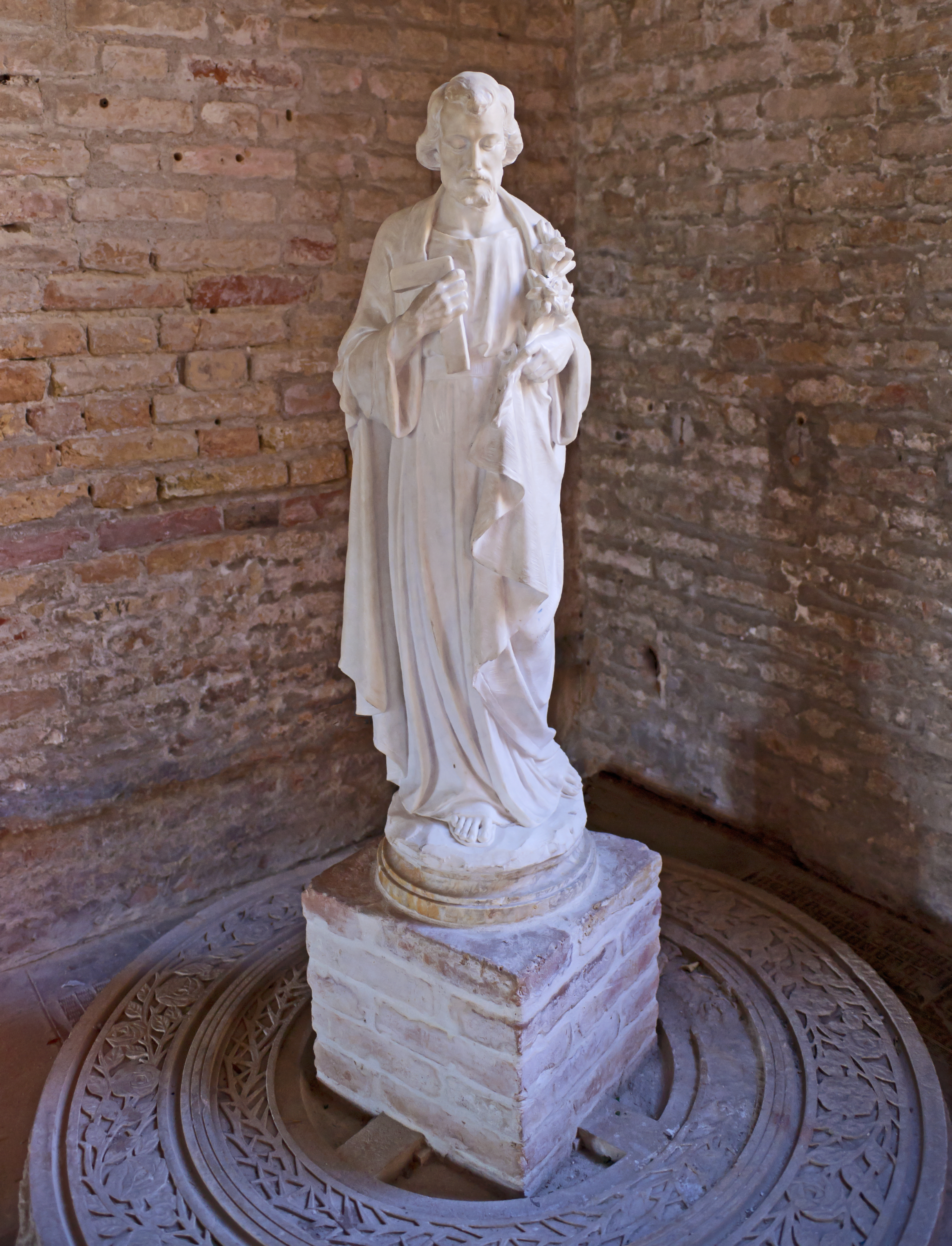
Statua di san Giobbe
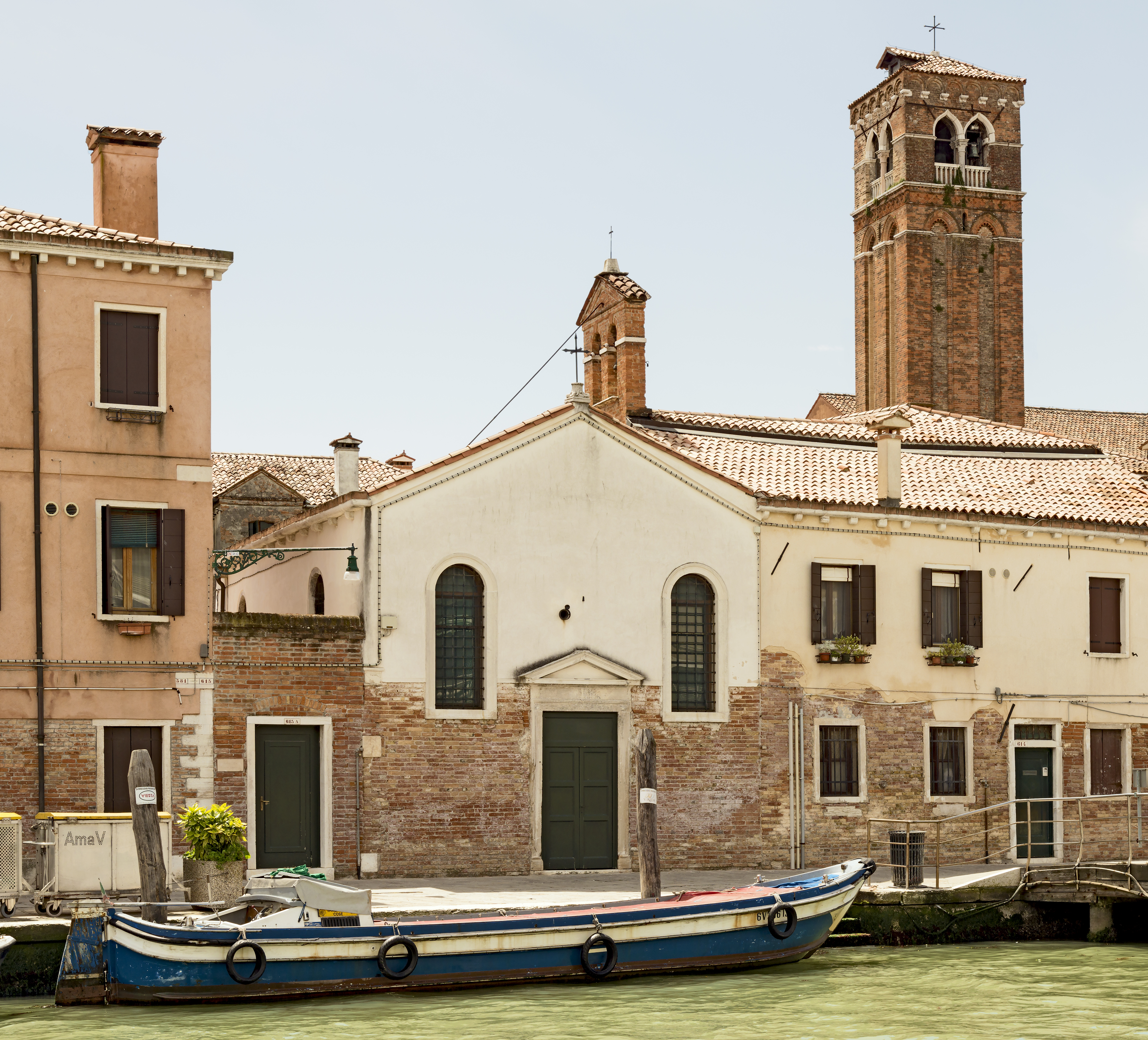
Oratorio de l'Ospedale di San Giobbe

## Descrizione

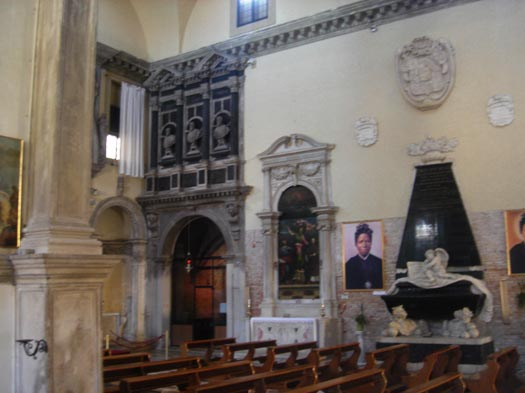
Particolare degli interni

I due architetti Antonio Gambello e Lorenzo di Gian Francesco furono gli autori di questa struttura. Il campanile fu terminato nel 1464 con la cella campanaria aperta da eleganti bifore gotiche in pietra d'Istria.
Per abbellirne l'interno venne chiamato il lapicida Pietro Lombardo. Suo è il portale d'ingresso pervaso di allegorie cristiane che riproducono l'apoteosi dello spirito francescano. Dagli stipiti si vedono decori che partendo dal basso mutano da cespi spinosi, a fiori e frutti, circondati da animali che si nutrono. Tutte allegorie cristiane fino all'aquila, simbolo biblico di rinascita e resurrezione. Dentro la lunetta è il bassorilievo con i Santi Francesco e Giobbe che ricevono glorie e sofferenze dal cielo. Sulla sommità dell'arco che la racchiude e ai lati dell'arco sono poste le statue di tre santi eccelsi dell'ordine francescano: san Bernardino da Siena, san Ludovico da Tolosa (detto sant'Alvise a Venezia) e sant'Antonio da Padova.
L'interno a navata unica è caratterizzato da un'asimmetria: la parete sinistra è ricca di cappelle mentre la parte destra è lineare con quattro altari. Questo perché dal lato destro la chiesa poggiava sul preesistente convento.
Gli altari sono, in ordine:
- Altare della famiglia Foscari, col quadro San Pietro d'Alcantara e altri santi di Antonio Zucchi, 1750;
- Altare dedicato a san Giobbe, col quadro di Lattanzio Querena Teofania di san Giobbe, 1822;
- Altare della famiglia Sanudo con opera di Bonifacio de' Pitati Vergine col bambino in gloria con altri santi, 1543;
- Altare della Confraternita dei gondolieri e barcaroli del traghetto di Marghera, con l'opera di Paris Bordon I santi Andrea, Pietro e Nicola da Bari, 1565.

Cinque sono invece le cappelle sul lato sinistro:
- cappella di San Luca, o di Pietro Grimani, con opera di Tullio Lombardo: San Luca tra due angeli;
- cappella di Giovanni Martini, nobile di famiglia toscana, con soffitto interamente rivestito di decorazioni in ceramica con quattro i tondi degli Evangelisti agli angoli ed il Redentore tra gli angeli al centro, opera dei della Robbia;
- cappella della famiglia Cendon, presenta una Via Crucis di Antonio Zucchi;
- cappella della famiglia Foscari, presenta un quadro del 1696 raffigurante Sant'Antonio da Padova;
- cappella sepolcrale del mercante novarese Bernardino Testa, del 1548, detta anche di San Diego a causa della scuola devozionale presente, 1610.

Sono sepolti in questa chiesa diversi patrizi veneziani: ai lati del presbiterio Francesco Marin, morto nel 1502, e a destra Pietro Cornerm, defunto nel1586; ai piedi dell'altare dedicato a san Bernardino da Siena, inoltre, troviamo la tomba del cardinale Marco Antonio Da Mula, del 1570, opera della bottega di Alessandro Vittoria. 
Davanti all'altare, in mezzo alla cappella maggiore, sotto un sigillo, è sepolto il doge Cristoforo Moro (1390 – 1471) che nel suo testamento espresse il desiderio affinché la chiesa stessa si chiamasse, da quel momento in poi, San Giobbe e San Bernardino in devozione al santo senese.
Dopo il secondo altare è presente un monumento funebre dedicato a René de Voyer de Paulmy d'Argenson, ambasciatore di Luigi XIV di Francia a Venezia.
Il presbiterio è preceduto da un arco trionfale, circondato dalle statue dell'Arcangelo Gabriele e della Vergine Annunciata; è di forma perfettamente quadrata, incorniciato da quattro colonne.
Sovrasta il tutto una semicupola con le statue dei quattro evangelisti, struttura attribuita a Pietro Lombardo.
Nella sacrestia è conservato il dipinto olio su tavola di Andrea Previtali Madonna col Bambino e santi Giovanni Battista e Caterina d'Alessandria eseguito nel 1504.

### Dipinti già nella chiesa di San Giobbe, ora alle Gallerie dell'Accademia

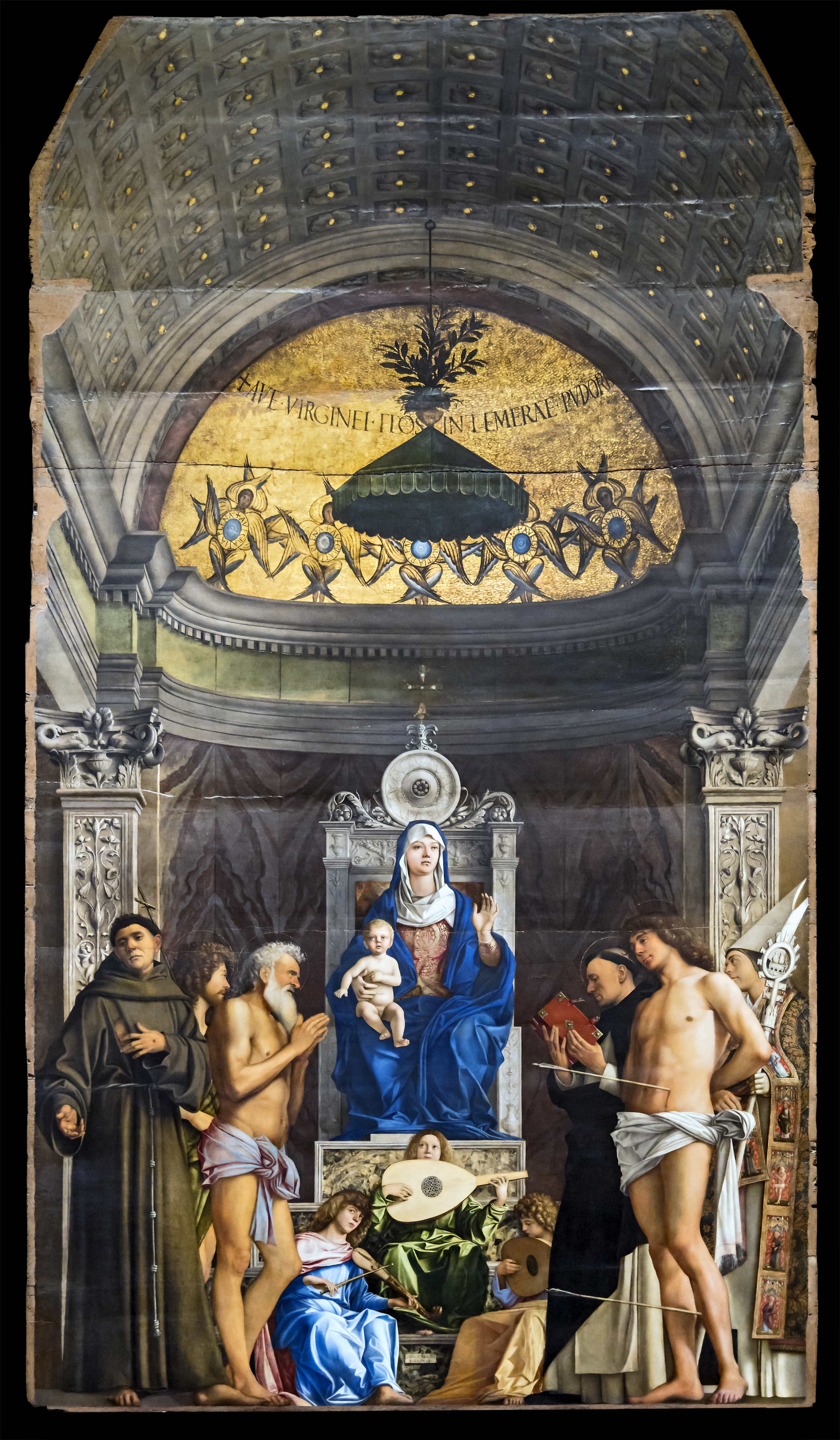
Giovanni Bellini, Pala di San Giobbe
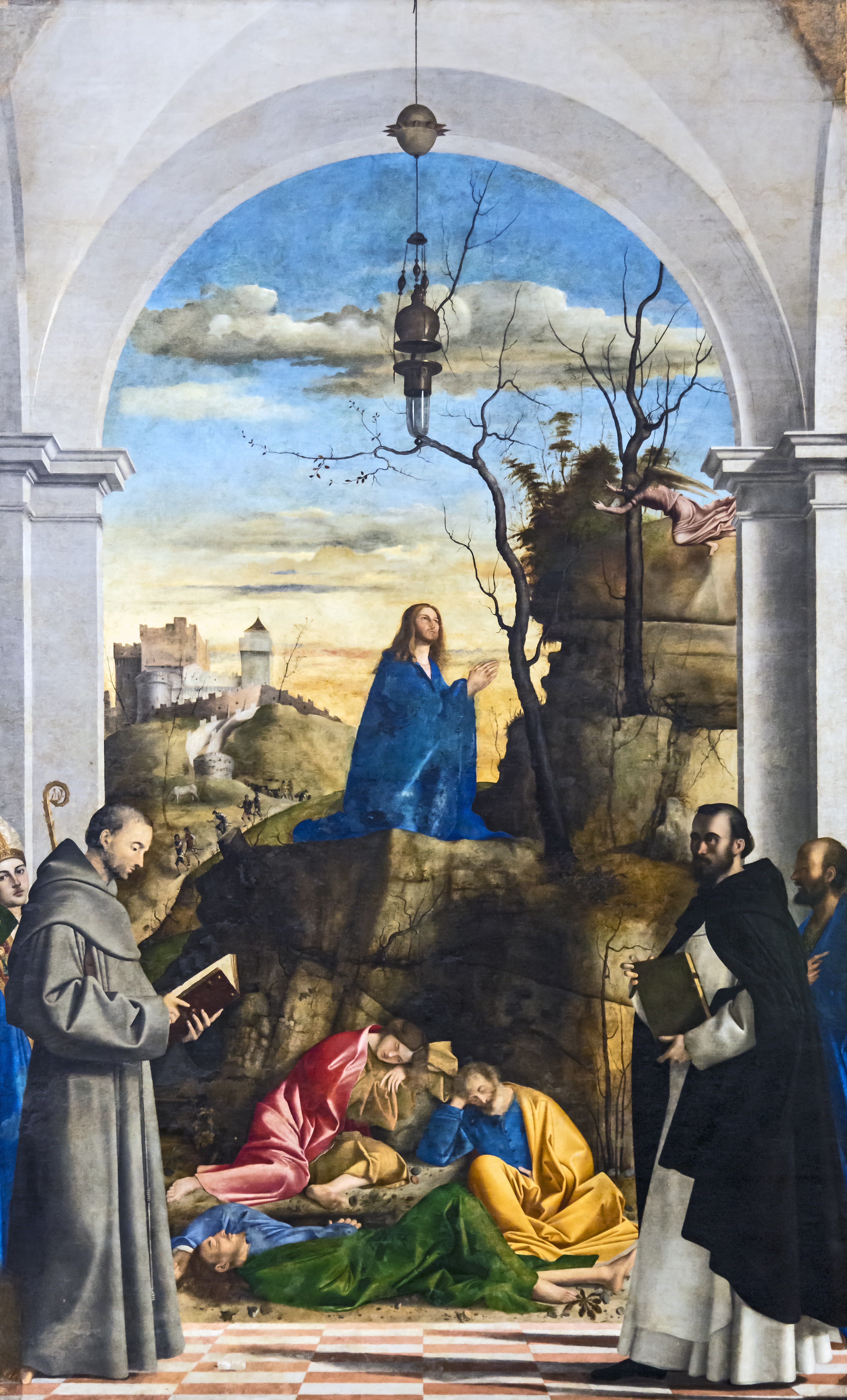
Marco Basaiti, Orazione nell'orto
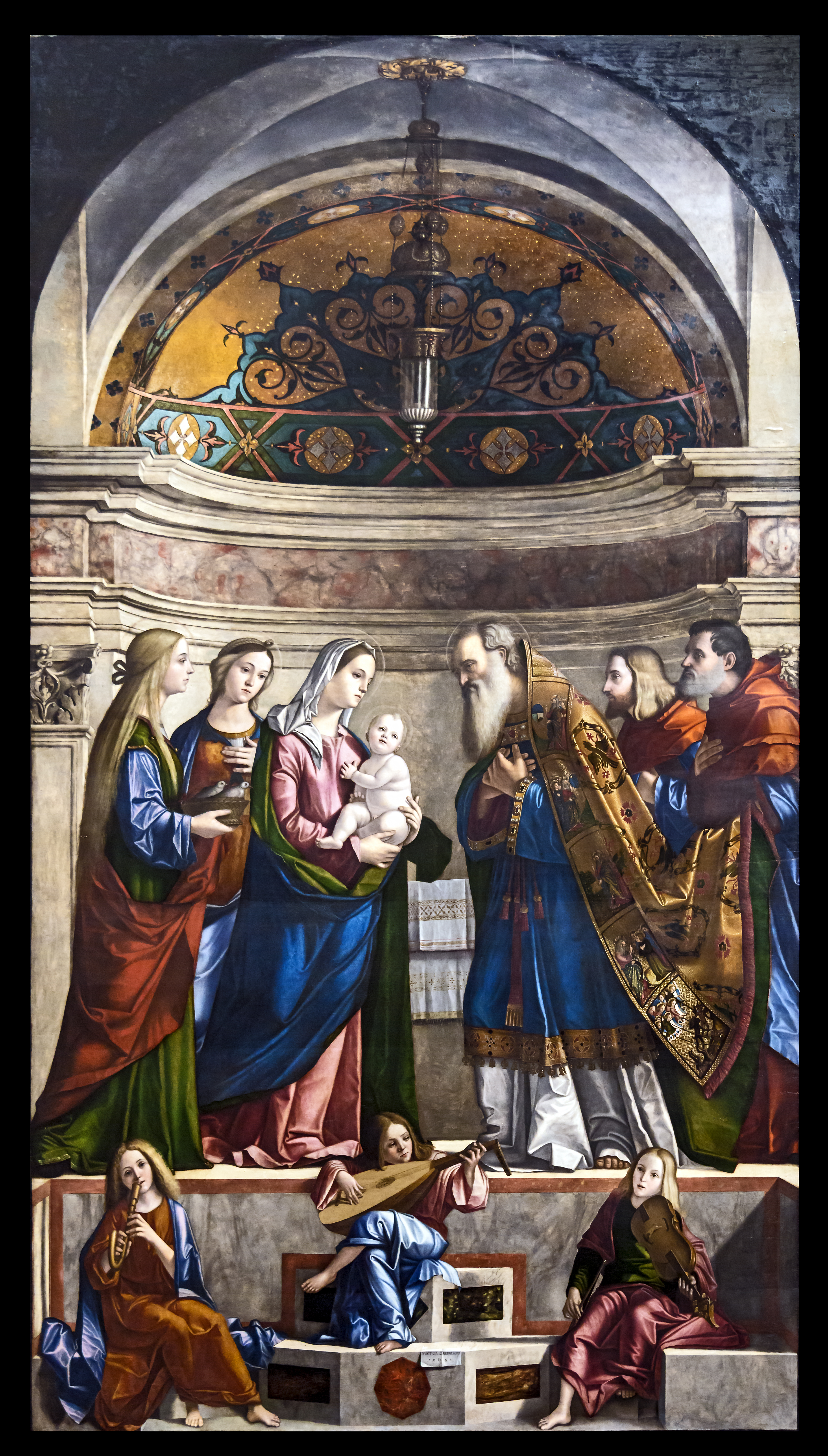
Vittore Carpaccio, Presentazione di Gesù al Tempio